# Liste der Biografien/Smo
Liste der Biografien |
Portal Biografien |
Personensuche
# |
A |
B |
C |
D |
E |
F |
G |
H |
I |
J |
K |
L |
M |
N |
O |
P |
Q |
R |
S |
T |
U |
V |
W |
X |
Y |
Z |
?
 
Sa |
Sb |
Sc |
Sd |
Se |
Sf |
Sg |
Sh |
Si |
Sj |
Sk |
Sl |
Sm |
Sn |
So |
Sp |
Sq |
Sr |
Ss |
St |
Su |
Sv |
Sw |
Sy |
Sz
 
Sma |
Smb |
Sme |
Smi |
Smj |
Smo |
Smr |
Smu |
Smy
Die Liste der Biografien führt alle Personen auf, die in der deutschsprachigen Wikipedia einen Artikel haben. Dieses ist eine Teilliste mit 173 Einträgen von Personen, deren Namen mit den Buchstaben „Smo“ beginnt.

## Smo

### Smoc
- Smock, Ginger (1920–1995), US-amerikanische Jazz- und R&B-Musikerin (Geige, auch Gesang)
- Smock, Hendrik (* 1972), deutscher Jazzmusiker
- Smockey (* 1971), burkinischer Hip-Hop-Musiker und Produzent
- Smoczek, Józef (1908–1984), polnischer Fußballspieler und -trainer
- Smoczyńska, Agnieszka (* 1978), polnische Filmregisseurin
- Smoczyński, Mateusz (* 1984), polnischer Geiger und Komponist

### Smod
- Smodej, Franc (1879–1949), jugoslawischer Priester, Journalist und Politiker
- Smodics, Erich (* 1941), österreichischer Maler und Mitglied des Bregenzer Kreises
- Smodiš, Matjaž (* 1979), slowenischer Basketballspieler

### Smog
- Smogorzewski, Casimir (1896–1992), polnischer Schriftsteller

### Smoi
- Smoira, Moses (1888–1961), deutscher, später israelischer Jurist, erster Präsident des Obersten Gerichts in Israel

### Smoj
- Smoje, Ivo (* 1978), kroatischer Fußballspieler und -trainer

### Smok
- Smoke Trees, deutscher Musikproduzent
- Smoke, Alex, schottischer DJ und Musikproduzent
- Smokepurpp (* 1997), US-amerikanischer Rapper und Songwriter
- Smoker, Barbara (1923–2020), britische humanistische und freidenkerische Bürgerrechtlerin
- Smoker, Paul (1941–2016), US-amerikanischer Trompeter und Flügelhornist
- Smoktunowicz, Agata (* 1973), polnische Mathematikerin
- Smoktunowski, Innokenti Michailowitsch (1925–1994), sowjetischer Schauspieler
- Smoky (* 1983), deutscher Untergrund-RapperSmoky (* 1983)

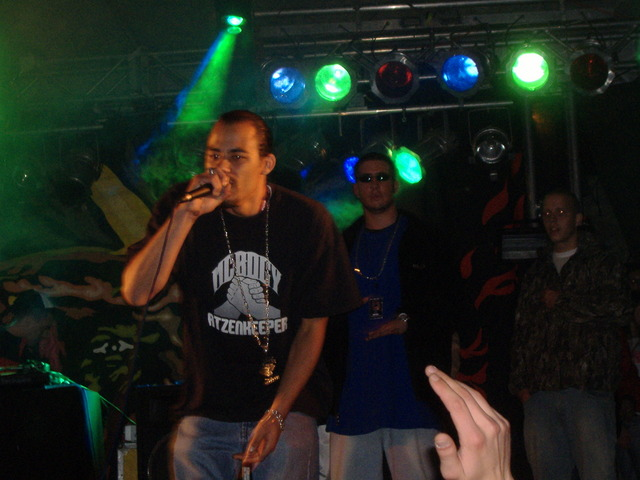
Smoky (* 1983)

- Smoky Babe (1927–1973), US-amerikanischer Bluesmusiker

### Smol
- Smol, Frits (1924–2006), niederländischer Wasserballspieler
- Smola, Emmerich (1922–2011), deutscher Dirigent
- Smola, Joachim (* 1961), deutscher Offizier, Brigadegeneral des Heeres der Bundeswehr, Vizepräsident des Militärischen Abschirmdienstes
- Smola, Josef von (1764–1820), österreichischer Offizier
- Smola, Josef von (1805–1856), österreichischer Offizier
- Smola, Karl von (1802–1862), österreichischer Offizier
- Smola, Klavdia (* 1974), deutsche Literaturwissenschaftlerin und Slawistin
- Smola, Michal (* 1981), tschechischer Orientierungsläufer
- Smola, Sigrun, Virologin und Professorin an der Universität des Saarlandes
- Smolak, Kurt (* 1944), österreichischer Klassischer Philologe
- Smolana, Reinhard (1939–2025), deutscher Bodybuilder und Unternehmer
- Smolar, Aleksander (* 1940), polnischer Publizist und Politologe
- Smolar, Boris (1897–1986), US-amerikanischer Journalist
- Smolar, Hirsch (1905–1993), sowjetisch-polnischer jiddischer Schriftsteller
- Smolarek, Ebi (* 1981), polnischer Fußballspieler
- Smolarek, Włodzimierz (1957–2012), polnischer FußballspielerWłodzimierz Smolarek (1957–2012)

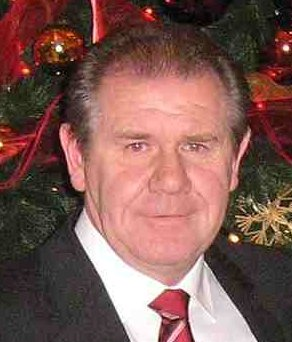
Włodzimierz Smolarek (1957–2012)

- Smolarz, Tomasz (* 1966), polnischer Politiker (Platforma Obywatelska), Mitglied des Sejm
- Smolawa, Palina (* 1980), belarussische Sängerin
- Smolcic, Franz (* 1908), sudetendeutsch-kanadischer politischer Aktivist
- Smolčić, Hrvoje (* 2000), kroatischer Fußballspieler
- Smolderen, Thierry (* 1954), belgischer Comic-Szenarist und Essayist
- Smolders, Harrie (* 1980), niederländischer Springreiter
- Smolders, Tim (* 1980), belgischer Fußballspieler
- Smole, Janko (1921–2010), jugoslawischer Politiker
- Smole, Jože (* 1965), jugoslawischer Radrennfahrer
- Smolec, Jan (* 1997), kroatischer Eishockeyspieler
- Smolej, Franc (1908–1996), jugoslawischer Skilangläufer
- Smolej, Thomas (* 1982), österreichischer Schauspieler und Regisseur
- Smolejewa, Nina Nikolajewna (* 1948), sowjetische Volleyballspielerin
- Smolen, Josef (* 1950), österreichischer Rheumatologe und Immunologe, emeritierter ordentlicher Universitätsprofessor an der Medizinischen Universität Wien
- Smoleń, Kazimierz (1920–2012), polnischer Auschwitzüberlebender und später langjähriger Leiter der KZ-Gedenkstätte Auschwitz
- Smoleń, Tomasz (* 1983), polnischer Radrennfahrer
- Smoleňák, Radek (* 1986), tschechischer Eishockeyspieler
- Smoleňáková, Linda (* 1985), slowakische Tennisspielerin
- Smoleński, Piotr († 1942), polnischer Kryptoanalytiker
- Smoleński, Stanisław (1915–2006), polnischer Geistlicher
- Smolenski, Stepan Wassiljewitsch (1848–1909), russischer Komponist, Kirchenmusiker und Musikwissenschaftler
- Smolenskin, Peretz (1842–1885), russisch-hebräischer Romancier und Publizist
- Smolensky, Paul (* 1955), US-amerikanischer Linguist
- Smolenzewa, Jekaterina Wjatscheslawowna (* 1981), russische Eishockeyspielerin
- Smoler, Avishay (* 1985), israelischer Handballspieler
- Smoler, Jan Arnošt (1816–1884), sorbischer Schriftsteller und Verleger (Oberlausitz)
- Smoler, Marko (1857–1941), sorbischer Verleger und Redakteur
- Smoler, Moritz (1833–1888), böhmischer Mediziner und Psychiater
- Smolianoff, Salomon (1897–1976), russischer Fälscher und Holocaust-Überlebender
- Smoliga, Olivia (* 1994), amerikanische Schwimmsportlerin
- Smolij, Jakiw (* 1961), ukrainischer Mathematiker, Ökonom und Präsident der Nationalbank der Ukraine
- Šmolík, Alois (1893–1952), tschechoslowakischer Flugzeugkonstrukteur
- Smolik, Anna (* 1928), österreichische SchauspielerinAnna Smolik (* 1928)

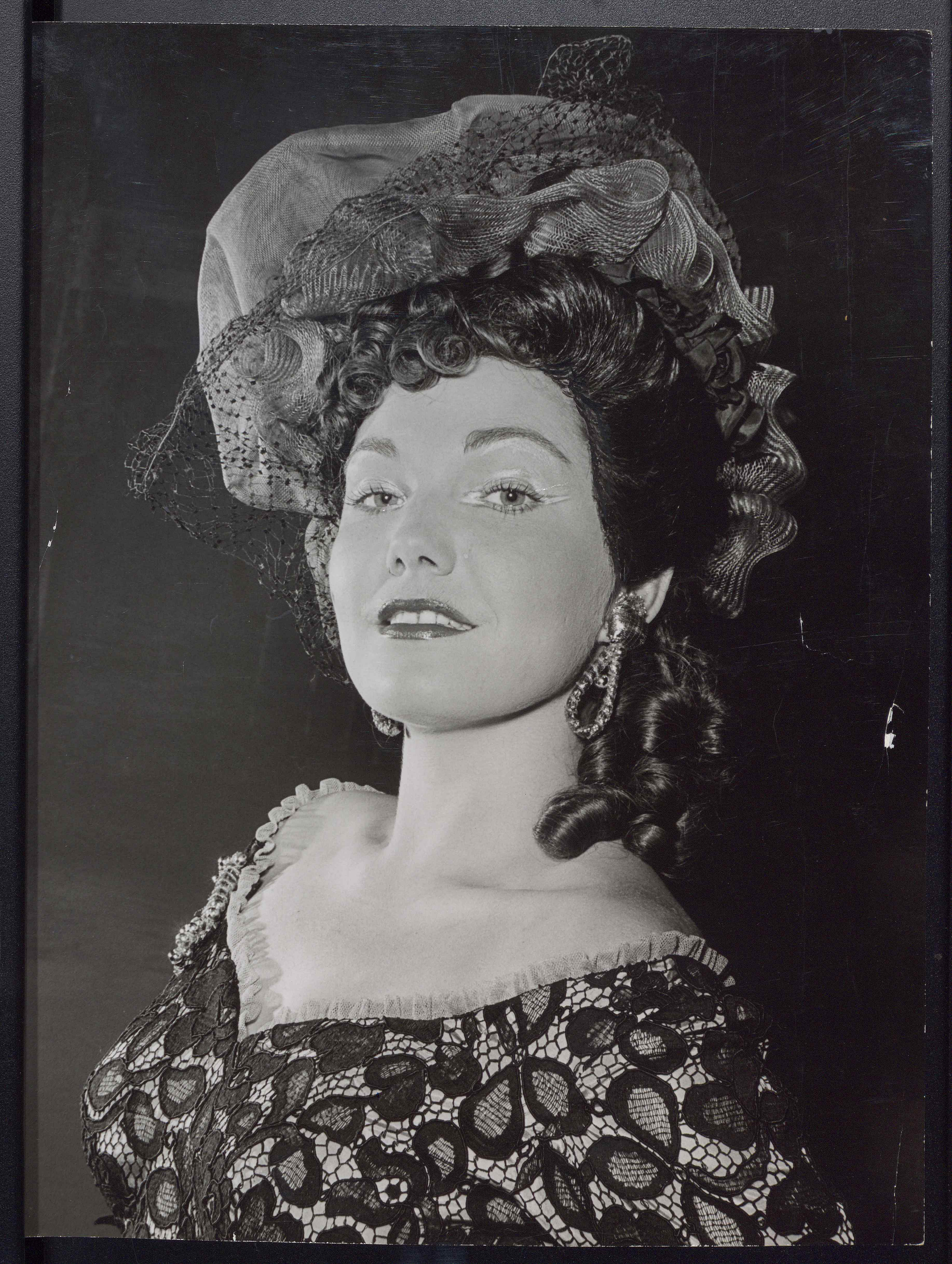
Anna Smolik (* 1928)

- Smolik, Christian (1944–2010), deutscher Langstreckenläufer, Radrennfahrer, Fahrradkonstrukteur und Publizist
- Smolik, Claudia (* 1967), österreichische Politikerin (Grüne), Landtagsabgeordneter
- Smolik, Hans-Wilhelm (1906–1962), deutscher Autor von Natur- und Tiergeschichten
- Smolík, Jan (* 1942), tschechischer Radrennfahrer
- Smolik, Johann Nepomuk (1878–1942), deutscher römisch-katholischer Geistlicher und Märtyrer
- Smolík, Josef (1922–2009), tschechischer evangelischer Theologe und Hochschullehrer
- Smolik, Michael (* 1991), deutscher und polnischer Kickboxer
- Šmolík, Pavel (* 1979), tschechischer Organist, Chorleiter und Dirigent mit Schwerpunkt Kirchenmusik
- Smolik, Rudolf (1902–1943), österreichischer kommunistischer Widerstandskämpfer, Opfer der NS-Justiz
- Smolin, Lee (* 1955), US-amerikanischer Physiker
- Smolina, Anna Arkadjewna (* 1994), russische Tennisspielerin
- Smolinh, Lessja (* 1994), ukrainische Handballspielerin
- Smolinski, Andriko (* 2000), deutscher Fußballspieler
- Smolinski, Bryan (* 1971), US-amerikanischer Eishockeyspieler
- Smoliński, Kacper (* 1990), polnischer Jazzmusiker (Mundharmonika, Komposition)
- Smolinski, Martin (* 1984), deutscher Speedwayfahrer
- Smolinski, Michael (* 1972), kanadischer Ordensgeistlicher, ukrainisch griechisch-katholische Bischof von Saskatoon
- Smolinsky, Heribert (1940–2012), deutscher römisch-katholischer Kirchenhistoriker
- Smolitsch, Igor Korniljewitsch (1898–1970), Kirchenhistoriker
- Smoljak, Ladislav (1931–2010), tschechischer Schauspieler, Filmregisseur und Drehbuchautor
- Smoljakow, Andrei Igorewitsch (* 1958), russischer SchauspielerAndrei Igorewitsch Smoljakow (* 1958)

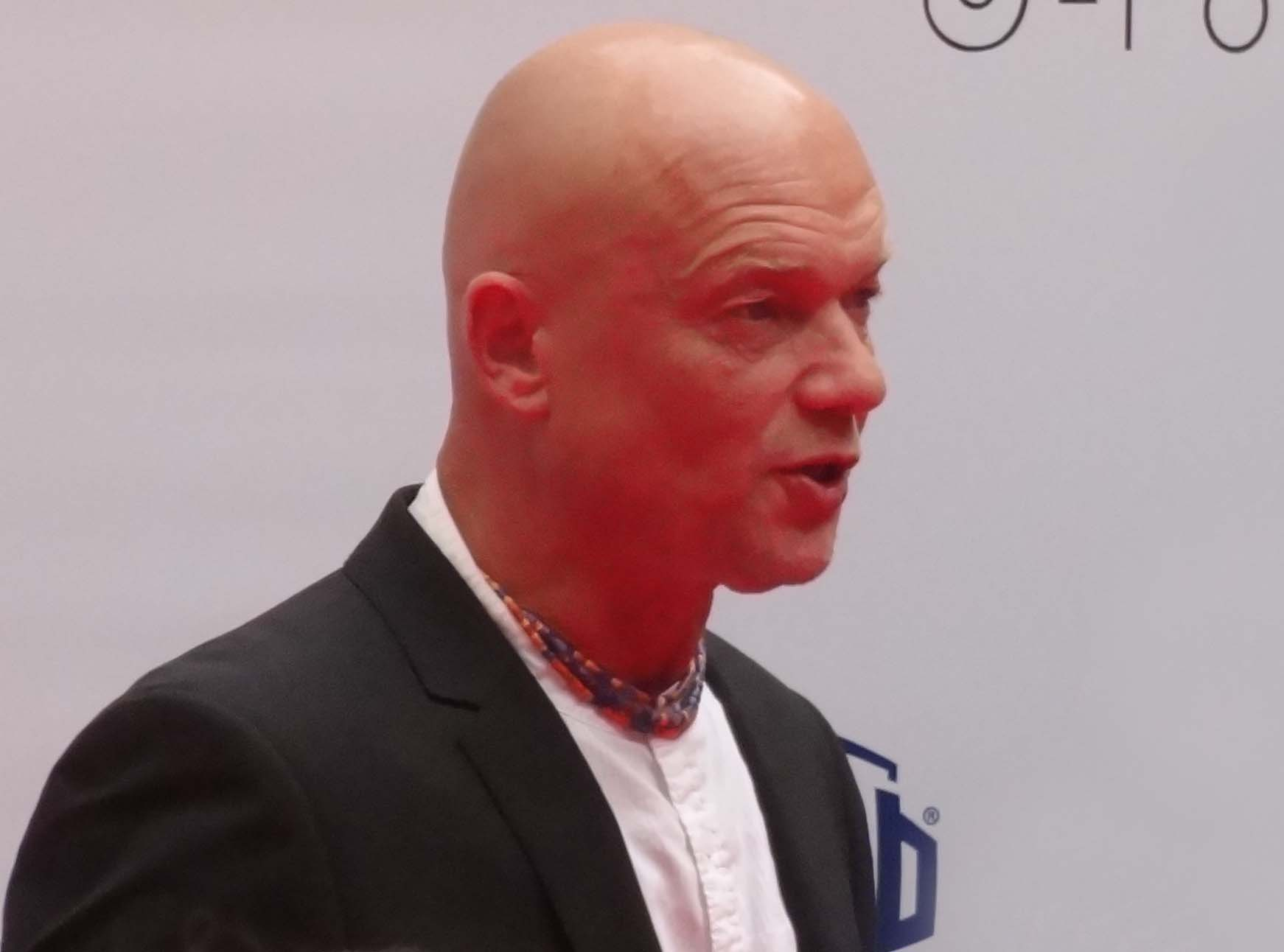
Andrei Igorewitsch Smoljakow (* 1958)

- Smoljakow, Juri Timofejewitsch (* 1941), sowjetischer Degenfechter
- Smoljan, Dragan (* 2000), kroatisch-bosnisch-herzegowinischer Fußballspieler
- Smoljan, Filip (* 1999), kroatisch-bosnischer Fußballspieler
- Smoljanović, Tomislav (* 1977), kroatischer Ruderer
- Smoljar, Alexander (* 2001), russischer Rennfahrer
- Smolka, Franciszek (1810–1899), polnisch-österreichischer Politiker
- Smolka, Georg (1901–1982), deutscher Historiker
- Smolka, Gert (* 1955), deutscher Informatiker und Hochschullehrer
- Smolka, Heinz-Gerd (1940–2019), deutscher Chemiker
- Smolka, Jaroslav (1933–2011), tschechischer Komponist und Musikwissenschaftler
- Smolka, Ljubow (* 1952), sowjetisch-ukrainische Mittelstreckenläuferin
- Smolka, Manfred (1930–1960), deutscher Oberleutnant der DDR-Grenzpolizei, Schauprozessopfer
- Smolka, Marcel (* 1982), deutscher Ökonom
- Smolka, Marie (* 1984), tschechische Opern- und Konzertsängerin
- Smolka, Martin (* 1959), tschechischer Komponist
- Smolka, Miriam (* 1971), deutsche Schauspielerin
- Smolka-Woldan, Anette (* 1969), österreichische bildende Künstlerin, Kunstpädagogin, Kuratorin und Restauratorin
- Smolke, Christina (* 1975), US-amerikanische Chemieingenieurin und Systembiologin
- Smolková, Monika (* 1956), slowakische Politikerin (SMER), Mitglied des Nationalrats, MdEP
- Smolla, Günter (1919–2006), deutscher Prähistoriker und Hochschullehrer
- Smolle, Josef (* 1958), österreichischer Dermatologe, Venerologe und Politiker (ÖVP)
- Smolle, Karl (* 1944), österreichischer Politiker (Grüne, Liberales Forum), Abgeordneter zum Nationalrat
- Smolle-Jüttner, Freyja-Maria (* 1958), österreichische Chirurgin und Thorax-Spezialistin
- Smoller, Joel (1936–2017), US-amerikanischer Mathematiker
- Smoller, Laura Ackerman (* 1960), US-amerikanische Historikerin
- Smollett, Jurnee (* 1986), US-amerikanische SchauspielerinJurnee Smollett (* 1986)

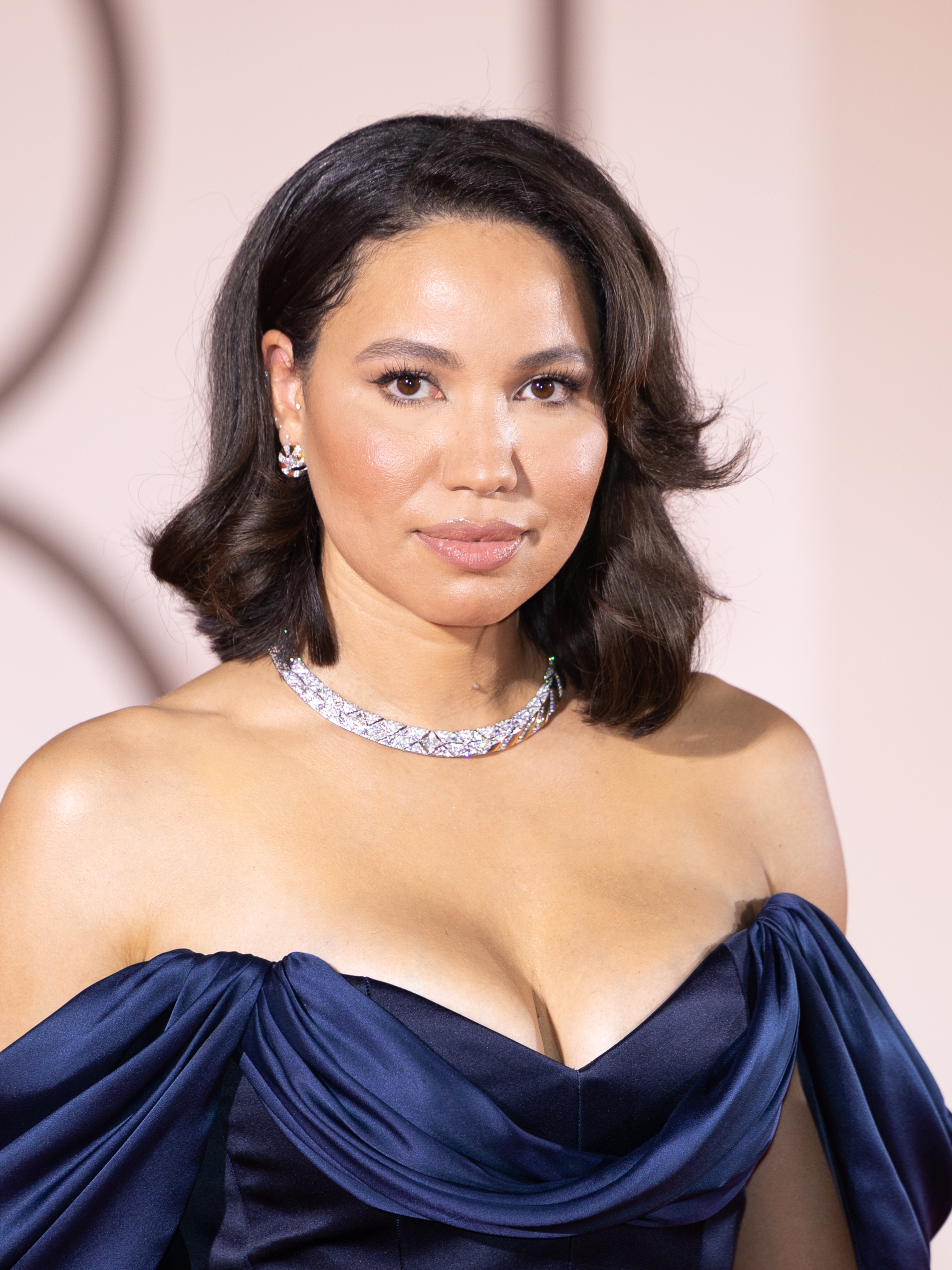
Jurnee Smollett (* 1986)

- Smollett, Jussie (* 1982), US-amerikanischer Schauspieler und Sänger
- Smollett, Tobias (1721–1771), schottischer Arzt und Schriftsteller
- Smollich, Thomas (* 1963), deutscher Jurist, Richter und politischer Beamter
- Smolnik, Regina (* 1961), deutsche Prähistorikerin, Landesarchäologin von Sachsen
- Smolnik, Stefan (* 1970), deutscher Informatiker
- Smolnikar, Breda (* 1941), slowenische Schriftstellerin und Unternehmerin
- Smolnikar, Tatjana (* 1962), jugoslawische Skilangläuferin
- Smolnikow, Igor Alexandrowitsch (* 1988), russischer Fußballspieler
- Smolnikowa, Irina (* 1980), kasachische Marathonläuferin
- Smolny, Paul (1896–1950), deutscher Theater-Schauspieler, Dramaturg, Regisseur und Intendant
- Smolonskis, Ruslans (* 1996), lettischer Leichtathlet
- Smolorz, Richard (* 1913), deutscher Polizeioffizier
- Smolorz, Roman (* 1967), deutscher Historiker
- Smolow, Fjodor Michailowitsch (* 1990), russischer Fußballspieler
- Smolowa, Sybil (1886–1972), österreichisch-tschechische Theater- und Filmschauspielerin
- Smolskaja, Dsinara (* 1996), belarussische Biathletin
- Smolski, Anton (* 1996), belarussischer Biathlet
- Smolski, Victor (* 1969), belarussischer Komponist und Gitarrist der Band RageVictor Smolski (* 1969)

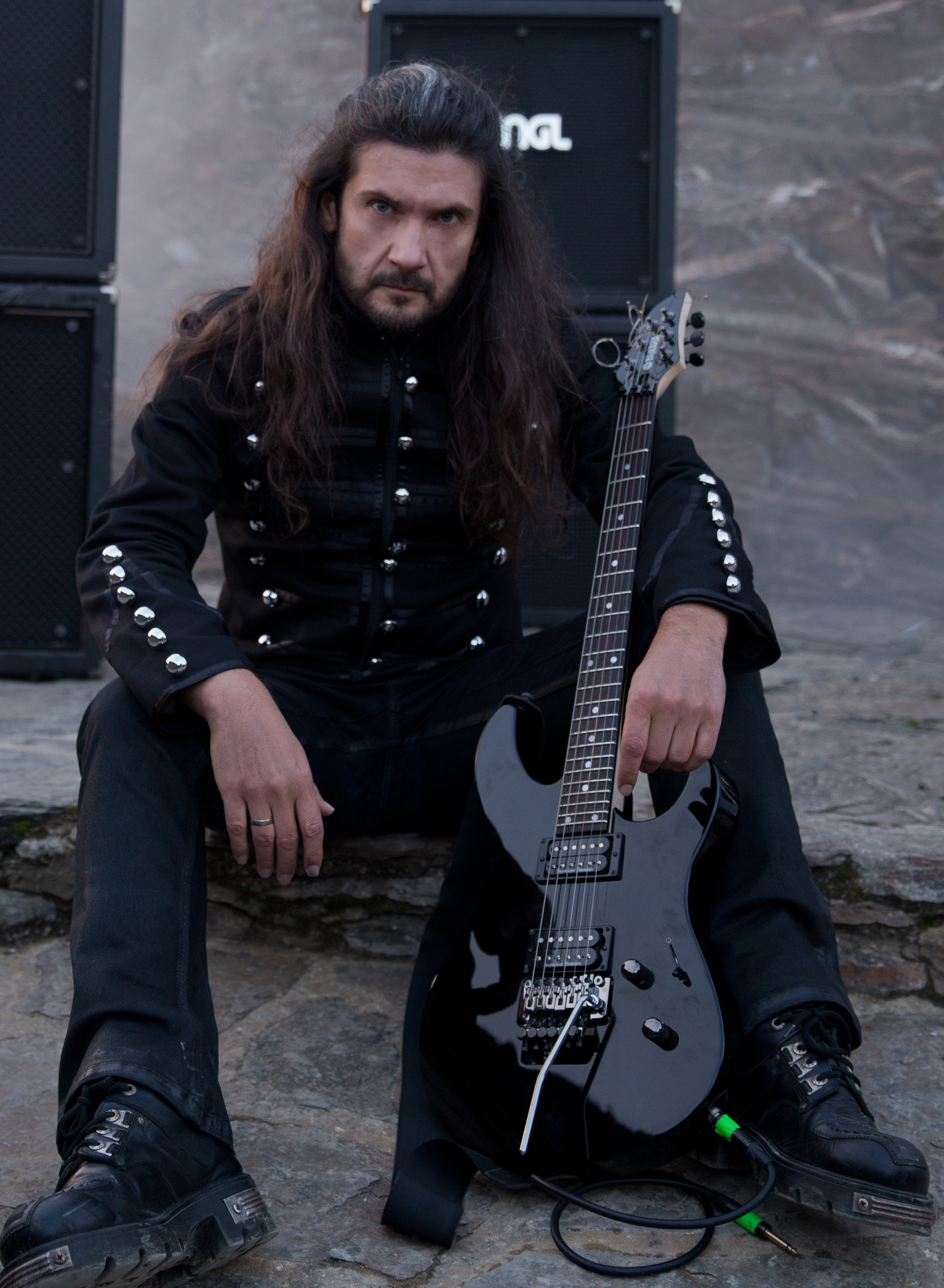
Victor Smolski (* 1969)

- Smoltczyk, Alexander (* 1958), deutscher Journalist
- Smoltczyk, Maja, deutsche Verwaltungsjuristin, Berliner Datenschutzbeauftragte
- Smoltczyk, Ulrich (1928–2023), deutscher Bauingenieur für Geotechnik
- Smoltz, John (* 1967), US-amerikanischer Baseballspieler
- Smoluchowski, Marian (1872–1917), österreichisch-polnischer Physiker
- Smolyanova, Yelena (* 1986), usbekische Hochspringerin
- Smolytsch, Jurij (1900–1976), ukrainisch-sowjetischer Schriftsteller, Journalist, Theaterkritiker und Herausgeber

### Smon
- Šmon, Branko (* 1955), europäischer Objekt- und Installationskünstler
- Smonkar, Jerneja (* 1992), slowenische Leichtathletin

### Smoo
- Smoorenburg, Ron (* 1974), niederländischer Kampfsportler, Schauspieler, Stuntman und Stuntkoordinator
- Smoot, Clement (1884–1963), US-amerikanischer Golfer
- Smoot, George (* 1945), US-amerikanischer Astrophysiker
- Smoot, Reed (1862–1941), US-amerikanischer Politiker
- Smooth, Joe, US-amerikanischer DJ, Produzent und Songwriter
- Smoothie, Jean Jacques (* 1969), britischer House-Produzent und DJ
- Smoots, Jason (* 1980), US-amerikanischer Sprinter
- Smoove, J. B. (* 1965), US-amerikanischer Schauspieler, Komiker und AutorJ. B. Smoove (* 1965)

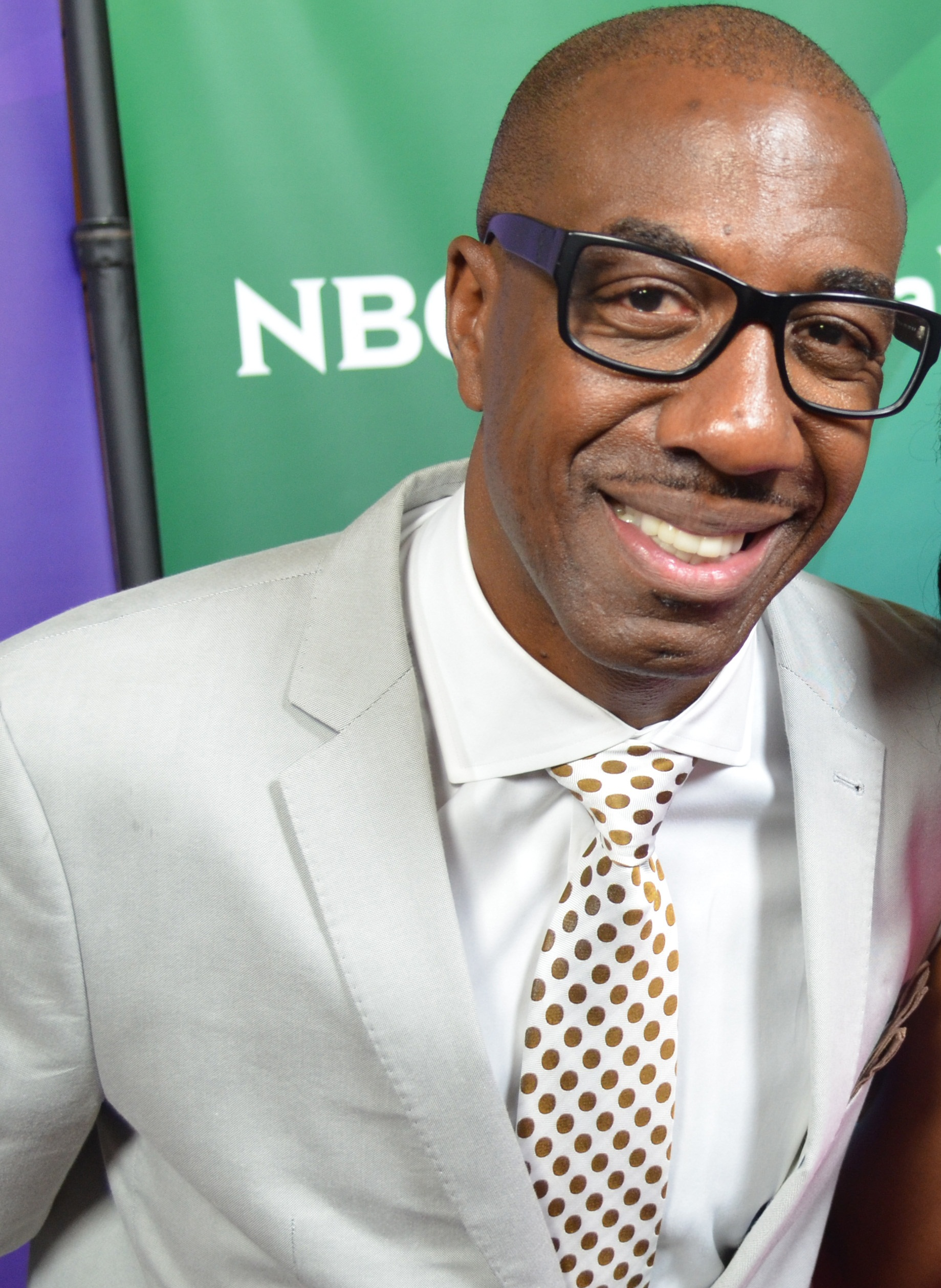
J. B. Smoove (* 1965)

### Smor
- Šmorgons, Feivelis (* 1919), lettischer Fußballspieler
- Smorguner, Ilja (* 1984), deutscher Karateka
- Smoris, Manuel (* 1907), uruguayischer Boxer
- Smorodin, Pjotr Iwanowitsch (1897–1939), sowjetischer Parteifunktionär
- Smorodinski, Jakow Abramowitsch (1917–1992), sowjetischer Physiker
- Smorodinzew, Anatoli Alexandrowitsch (1901–1986), sowjetischer Bakteriologe, Virologe und Immunologe
- Smorszczewski, Krzysztof (* 1963), polnischer Leichtathlet, Goldmedaillengewinner bei den Paralympics
- Smortschkow, Wladimir Petrowitsch (* 1980), russischer Gewichtheber
- Smørum, Jens (1891–1976), dänischer Politiker (Socialdemokraterne), Mitglied des Folketing, Innen- und Landwirtschaftsminister

### Smos
- Smosarska, Jadwiga (1898–1971), polnische Schauspielerin
- Smoschewer, Fritz (1894–1944), deutscher Jurist und Urheberrechtler
- Smoschewer, Leo (1875–1938), deutscher Maschinenbau-Unternehmer

### Smot
- Smotherman, Jordan (* 1986), US-amerikanischer Eishockeyspieler, -trainer, -funktionär und -scout
- Smothers, Big Smokey (1929–1993), US-amerikanischer Bluessänger und -gitarrist
- Smothers, Dick (* 1938), US-amerikanischer Schauspieler und Musiker
- Smothers, Little Smokey (1939–2010), US-amerikanischer Bluesmusiker
- Smothers, Tom (1937–2023), US-amerikanischer Schauspieler und Musiker
- Smotrich, Bezalel (* 1980), israelischer PolitikerBezalel Smotrich (* 1980)

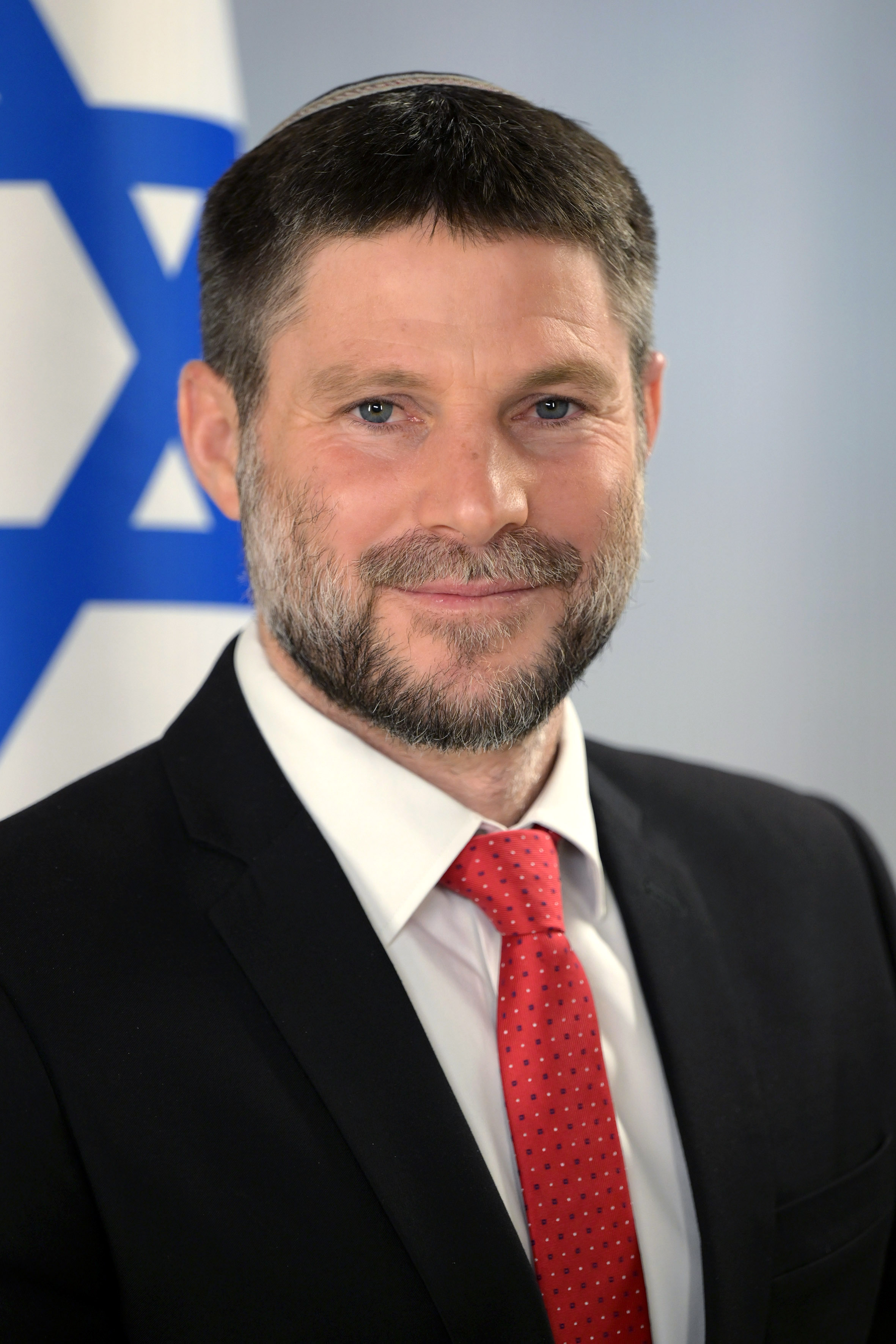
Bezalel Smotrich (* 1980)

- Smotriscius, Meletius († 1633), ruthenischer Gelehrter, Philologe, Schriftsteller und Theologe

### Smou
- Smouha, Edward (1909–1992), britischer Sprinter

### Smoy
- Smoydzin, Werner (1925–2016), deutscher Jurist sowie Vizepräsident des Bundesamts für Verfassungsschutz